# 新宿ボーイズ
『新宿ボーイズ』 （英: Shinjuku Boys）は、1995年に製作されたイギリスの映画。監督は、イギリス人のキム・ロンジノット、ジャノ・ウィリアムズ。
日本の新宿歌舞伎町のナイトクラブ (ニュー・マリリン) で、男装しホストとして働く3人の女性たち、「おなべ」について追ったドキュメンタリー映画。

## 評価
『新宿ボーイズ』は、一般公開前の1995年にサンフランシスコ・ゲイ・アンド・レズビアン映画祭 (the San Francisco Gay and Lesbian Film Festival) （フレームライン映画祭の前身）で優秀ドキュメンタリー (Outstanding Documentary) 賞を獲得し、シカゴ国際映画祭ではヒューゴ賞銀賞 (Silver Hugo Prize)、ヒューストン映画祭 (Houston Film Festival) では金賞を受賞した。2010年に Second Run DVD からDVDがリリースされた際には、肯定的に評価するレビューが多くなされた。DVDTalk のレビューでクリス・ニールソン (Chris Neilson) はこの作品の監督たちを賞賛し、「ロー・キーのシネマ・ヴェリテの映画作法により、ロンジノットとウィリアムズは、3人のおなべたちの職業と私生活の内情を見せていく」とコメントしている。Electric Sheep Magazine のサラ・コーニン (Sarah Cronin) も「荒々しく、かなり古い映画であるにもかかわらず、『新宿ボーイズ』に収められたインタビューの強さは、この作品をさらに魅力的なドキュメンタリーにしている」と述べている。

## キャスト
- Gaish
- Tatsu
- Kazuki
- Abe
- Kumi